# Hesperantha latifolia
Hesperantha latifolia là một loài thực vật có hoa trong họ Diên vĩ. Loài này được (Klatt) M.P.de Vos miêu tả khoa học đầu tiên năm 1974.